# کد دگرریخت
کد دگرریخت (متامورفیک) ویروس‌هایی هستند که در بدنهٔ ویروس، چندریخت (پلی‌مورفیک) هستند. این ویروس‌ها کد شده نیستند، و بنابراین نیازی به حلقهٔ رمزگشا ندارند، اما با تغییردادن خود، از کشف شدنشان جلوگیری می‌کنند طوری که برای هر آلودگی جدید، نسخهٔ جدیدی از بدنهٔ ویروس تولید می‌شود.
همهٔ تکنیک‌های تغییر کد که توسط کد چندریخت (پلی‌مورفیک) استفاده می‌شوند، برای ویروس‌های دگرریخت نیز قابل اعمال هستند. هر دوی آن‌ها از یک موتور تبدیل استفاده می‌کنند، تنها اختلاف این است که ویروس چندریخت لازم نیست در موتور خود نیز تغییر شکل ایجاد کند، زیرا می‌تواند در بخش رمزگذاری‌شدهٔ ویروس مستقر شود. برعکس، موتور تبدیل یک ویروس دگرریخت باید با هر آلودگی جدید، خودش را نیز تغییر شکل بدهد.